# Jacob Henric Schou
Jacob Henric Schou (10. juli 1745 – 10. februar 1840) var en dansk jurist og embedsmand.
Han var født i Kippinge på Falster, hvor hans fader, Jens Henriksen Schou (død 1754), var en vel anset og afholdt sognepræst; hans moder hed Sara (født Lindberg). Efter i 1762 at være blevet student fra Vordingborg Skole lagde han sig først efter teologien og tog i 1769 teologisk attestats.
1770 blev han alumnus på Borchs Kollegium, hvor han efter tidens skik skrev og forsvarede nogle disputatser (De probationibus theologicis l-III), og blev det følgende år beskikket til som decanus at tage del i Kommunitetets øvelser.
I 1773 blev han ansat som hovmester for enkedronning Juliane Maries pager; om hvad han gennem sin forbindelse med hofkredse havde erfaret angående katastrofen i 1772, har han efterladt sig nogle optegnelser. Hans nye stilling gjorde det ønskeligt for ham, at han lagde sig efter rets- og statsvidenskaberne.
Med sædvanlig flid og samvittighedsfuldhed gav han sig da i lag hermed og bestod i 1778 den juridiske eksamen. Samme år blev han udnævnt til surnumerær assessor i Hof- og Stadsretten, men ombyttede i 1781 denne stilling med det betydningsfulde og indbringende embede som kæmner ved Øresunds Toldkammer i Helsingør.
Under sit ophold her gjorde han sig blandt andet fortjent ved ordningen af det derværende Sygehospitals formueforhold. I 1804 blev han imidlertid dispenseret fra denne stilling, således at han dog stadig oppebar den allerstørste del af embedets indtægter, og flyttede da igen til København.
Som grund til dispensationen angives "svageligt Helbred", der skulde forhindre ham i at varetage dette næppe synderlig anstrengende embede. Men når henses til, at han levede endnu over 35 år efter den tid, så at han opnåede den høje alder af 94 år, er det vel sandsynligt, at Schou, der utvivlsomt var persona grata ved hoffet, i alt fald for en del har opnået dette gunstige arrangement for at kunne finde mere tid og lejlighed til sin litterære virksomhed.
Denne fandt nemlig også påskønnelse af hans samtid; således afholdtes der i 1821 i anledning af hans 50 års embedsjubilæum et festmåltid for ham af en større kreds ansete mænd, og den bekendte generalprokurør Tage Algreen-Ussing dedicerede sit skrift om Servitutter (1836) til ham.
I 1815 var han blevet udnævnt til etatsråd, og han blev siden Ridder af Dannebrog og Dannebrogsmand. Han døde 10. februar 1840 og testamenterede omtrent hele den betydelige formue, han havde samlet sig, til forskellige stiftelser og legater (Den Schou-Beckmanske Stiftelse); også i levende live havde han vist stor godgørenhed.
I 1783 var han blevet gift med Susanne Beckman (født 1756, død 1843), datter af rådmand og brygger Diderik Beckman.

## Schous Forordninger
Det værk, der vil bevare Schous navn for efterverdenen, er de såkaldte Schous Forordninger, som skyldes Schou selv fra 1670-1825 (1777 ff.; 3 udgaver) og siden er blevet fortsat af Janus Lauritz Andreas Kolderup-Rosenvinge. Tidligere forelå der kun en stor trykt samling, der var udgivet af det kongelige og universitetstrykkeri uden nogen sagkyndig kontrol og derfor var højst mangelfuld. Schou foretog nu et kronologisk ordnet udtog af denne samling, søgte ved hver enkelt forordning at bestemme, hvorvidt den endnu stod som gyldig eller helt eller delvis var blevet ophævet, og føjede til samlingen et alfabetisk sagregister.
Dette Udtog har vist sig så brugbart, at man i næsten alle forhold kan benytte det i stedet for den oprindelige samling. Nogen større overlegenhed mærkes måske ikke ved stoffets valg og anordning, men desto mere af den udholdende flid og minutiøse omhu, der til et sådant arbejde først og fremmest kræves.
Dog vilde det være uretfærdigt, således som det ikke sjælden sker ved den slags arbejder, at betragte Schous værk som en ren flidssag. Et sådant udtog kan ikke gøres uden med en vis fin forståelse; afgørelsen af, om en lov er ophævet eller endnu består, kræver endogså ofte en ikke ringe juridisk skarpsindighed, og ikke sjælden måtte Schou til løsning af
tvivlsspørgsmål anstille selvstændige undersøgelser i kollegiernes registranter og andre protokoller, hvortil virkelig historisk sans og indsigt var fornødne; om Schous historiske interesse vidner også hans store bogsamling, særlig af gamle skrifter, af hvilken han skænkede de til dansk lovkyndighed hørende bøger til Universitetsbiblioteket.
Alt i alt tegner da billedet af Schou sig som den fine, stille mand, der anvendte de midler, som han ved en jævn og regelmæssig levevis havde samlet sig, til at gøre godt mod andre, og som også forstod at benytte sine af naturen måske ikke særdeles fremragende evner således, at eftertiden må stå i taknemmelighedsgæld til ham.